# 自動利得制御
自動利得制御（じどうりとくせいぎょ、英: automatic gain control, AGC）とは、多くの電子機器で使われている適応システムである。ピーク信号レベルをフィードバックすることで利得が入力信号レベルに対して適切な範囲になるよう調整する。
例えば、AGCのないAMラジオでは、信号の強弱によって出力音声が大きくなったり小さくなったりする。AGCは信号が強くなると利得を抑えて出力が大きくならないようにし、信号が弱くなると利得を上げて出力が小さくならないようにする。

## 使用例

### 振幅変調（AM・SSB）・CW受信機
最も典型的なAGCの例としてAMラジオがある。信号に含まれる情報は搬送波の振幅の変化で表されるため、AM受信機は基本的に線型性があり、音量調節のボリュームは信号の強さに比例する。回路が線型でない場合、この変調方式では忠実にもとの音を再現できない。しかし、受信した信号の強さは送信機との距離や電波の伝播経路や減衰によって様々に変化する。AGC回路は受信機が線型な特性を有する範囲で動作するように、信号の強さを検出して自動的に利得を調整し出力レベルを一定に保つ。信号が弱い場合、AGCは何もしない。信号が強い場合はAGCが利得を制限する。
信号が弱い場合、フロントエンドの利得を制限するとSN比が悪くなる。そのため、信号が強い場合だけ利得を制限する設計になっていることが多い。
SSB受信機においてもAM同様AGCを用いる。ただし、搬送波の有無や側波帯の使い方の違いから、受信レベルの検出を平均値ではなく尖頭値で行うなどAMとは異なる回路を使用する。
CW受信機は振幅に直接ベースバンドの情報を載せるわけではないが、ビート検波の出力レベルが受信信号のレベルに依存するため、やはりAGCを用いる。

### レーダー
レーダーシステムでは、好ましくない乱反射を除去する方法としてAGCを利用している。これは、乱反射が目標のエコーよりも弱く数多いという事実を利用した手法である。受信機の利得を目標とするエコーが一定のレベルとなるよう調整する。強い乱反射が目標を取り囲んでいる場合は目標検出には役立たないが、強い目標を識別する助けにはなる。かつては電子回路内にAGCが組み込まれていてレーダー全体の利得に影響を与えていた。しかし、レーダー技術の進歩により、コンピュータ上のソフトウェアでAGC相当の機能を実装するようになり、よりきめ細かい利得制御が可能になっている。

### オーディオ・ビジュアル
オーディオ用磁気テープは、ある程度のノイズを生成する。信号のレベルが低ければ、ノイズの影響が顕著になる。つまりSN比が悪くなる。ノイズの影響を最小限にするには、歪みやクリッピングが生じない範囲で信号をなるべく強く記録する必要がある。プロ用のHi-Fi録音機器では、ピークメーターを使って手動で録音レベルを設定する。
高忠実度を必要としない場合、録音レベルをAGC回路で設定でき、平均信号レベルが高くなると自動的に利得を下げる。例えば音声を録音するとき、マイクロフォンから多少離れている人の発声でも録音できる。同じことはビデオテープレコーダにも言える。
録音におけるAGCの欠点は、音量のメリハリが激しい音楽を録音したとき、音量が大きい部分がやや弱く録音され、音量が小さい部分がやや強く録音される傾向がある点である。つまりダイナミックレンジが狭くなり、原音を忠実に再現できない。
オープンリールのテープレコーダーやカセットデッキにはAGC回路が備わっているものが多い。Hi-Fi録音が可能なものはAGC回路を切ることができるようになっている。
ビデオデッキの多くは垂直帰線区間の振幅をAGCに利用している。そこで、マクロヴィジョンはビデオのコピーガードにこれを利用し、垂直帰線区間にテレビでは無視されるスパイクを挿入している。ビデオデッキのAGCはこのスパイクを無視できず、録画時の利得レベルがおかしくなり、ダビングできなくなる。

### 通話の録音
電話での通話を録音する場合、録音装置のある側の話者の信号は大きく、相手側の信号は小さい。そこでAGCを使って両者の録音レベルが同程度になるよう調整する機器もある。

### 信号強度の測定
AGCを用いて増幅器から出力する信号の強度を一定にすると、AGCへのフィードバック信号は増幅器に入力する信号の強度により決まる。受信機のSメータや測定器での信号レベル検出に応用されている。測定できるダイナミックレンジは、理想的にはAGCのダイナミックレンジに等しくなる。

## 設計・実装方法

### 振幅変調（AM・SSB）受信機
AM・SSB受信機では、IF増幅器にAGCの機能を持たせるのが一般的である。検波器で得た受信レベルの信号をIF増幅器にフィードバックし、能動素子の利得を決めるパラメータ（バイポーラトランジスタのβ、FETのYfs等）を制御する。バイポーラでは線形性に優れたAGC特性を持つ専用素子、FETではDual-gate素子を用い、第2ゲートの電圧によりYfsを制御する実装が多い。
一般に、AGCが動作すると副作用としてIF増幅器の動作点が変化する。動作点が能動素子の電流を増やす（電圧を減らす）方向に働くものをフォワード型AGC、電流を減らす（電圧を増やす）方向に働くものをリバース型AGCと呼ぶ。
AGCが強く動作すると、フォワード型では電圧の減少、リバース型では電流の減少によりIF増幅器が飽和するため、混変調を生じる恐れがある。このため、以下の対策がしばしば用いられる。
- Q値が高い共振器をIF増幅器の負荷とする。この場合、IF増幅器は狭帯域となる。[1]
- IF増幅器のうち、初段[2]のAGCを減らす。AGCが動作した場合、最も大きな信号を入力するのは初段になるため、ここが最も飽和しやすくなる。[3]
- 適切な特性を持つDual-gate FETおよびバイアス手法を選ぶことにより、AGCによるドレイン電流の変化を抑える。[4]

## その他
1960年発行のNHK編集の『増補改定新ラジオ技術教科書基礎編』では、AGCを自動音量調節（AVC = Automatic Volume Control）と記載している。